# 아산스마트팩토리마이스터고등학교
아산스마트팩토리마이스터고등학교(牙山스마트팩토리마이스터高等學校)는 대한민국 충청남도 아산시 둔포면 둔포리에 위치한 공립 고등학교이다.

## 학교 연혁
- 1976년 3월 10일 : 둔포고등학교 개교
- 2014년 3월 1일 : 교명 변경(아산전자기계고등학교)
- 2022년 3월 1일 : 교명 변경(아산스마트팩토리마이스터고등학교)
- 2022년 3월 1일 : 제22대 조동헌 교장 부임
- 2025년 1월 13일 : 제 47회 졸업식(72명)(총 졸업생 수:8,307명)
- 2025년 3월 4일 : 제 50회 입학식(81명)

## 설치 학과
- 스마트팩토리과

## 참고 자료
- 아산스마트팩토리마이스터고등학교 - 한국교육학술정보원 학교알리미